# Benjamin Davis Wilson
Benjamin Davis Wilson (ur. 1 grudnia 1811 w Hrabstwie Wilson, Tennessee, zm. 11 marca 1878 w San Gabriel, Kalifornia) – amerykański polityk, drugi wybieralny burmistrz Los Angeles. Rdzennym Amerykanom znany był jako Don Benito, z powodu jego dobrodusznego traktowania spraw Indian. Był również traperem, kupcem, sędzią pokoju, farmerem, ogrodnikiem i jednym z największych posiadaczy ziemskich w południowej Kalifornii.

## Młodość
Wilson był synem walczącego w wojnie o niepodległość majora. Stracił ojca w wieku 8 lat. Od dziecka zajmował się handlem. Mając piętnaście lat prowadził interesy z miejscowymi Indianami szczepów Czoktaw i Czikasaw w Yazoo City, Missisipi. Z powodów zdrowotnych musiał jednak zmienić miejsce zamieszkania. Wyruszył do Missouri, gdzie zatrudniło go przedsiębiorstwo Rocky Mountain Fur Company. Do wiosny 1835 roku brał udział w ekspedycji łowców bobrów aż po terytoria Apaczów przy rzece Gila.
Będąc człowiekiem niezależnym, porzucił to zajęcie, zakładając własną firmę traperską w Santa Fe. Zawarł wtedy przyjazne stosunki z Apaczami i ich ówczesnym wodzem Juan Josem, jednakże, wskutek knowań meksykańskich traperów, doszło do zamordowania wodza co doprowadziło do krwawych mordów Apaczów na Amerykanach. Wilson wraz z dwoma towarzyszami zostali złapani i skazani na śmierć, ale wódz Mangas umożliwił mu ucieczkę (jego towarzysze nie byli do niej zdolni). Pomimo pogoni, braku jedzenia i ubrań udało mu się dotrzeć do oddalonego o 160 kilometrów Santa Fe.
W 1837 roku, podczas zamieszek w Santa Fe, w których zamordowano gubernatora, Alvino Péreza, oraz wielu innych Amerykan, po raz kolejny życie uratował mu indiański wódz plemienia Pueblo, Pedro León. W mieście tym Wilson pozostał do 1841 roku, kiedy to kolejne zamieszki zmusiły go do wyjazdu.
We wrześniu tego roku, wraz z innymi osadnikami, wyruszył karawaną do południowej Kalifornii, gdzie dotarli z początkiem listopada. Początkowo pobyt tam miał być tylko przystankiem w drodze do Chin, lecz z powodu niemożności znalezienia statku na Daleki Wschód, postanowił osiedlić się w Kalifornii.

## Pobyt w Kalifornii
W 1843 roku Wilson, za 1000$ zakupił ranczo Jurupa, o powierzchni ponad tysiąca pięciuset hektarów. Ranczo to znajdowało się na terenie dzisiejszego miasta Riverside. Tam, wraz z poślubioną rok później Ramoną Yorbą, zamieszkał. Ramona była córką Don Bernardo Yorby, właściciela wielu rancz (m.in. Santa Ana, dzisiejsze Hrabstwo Orange) i hacjend. Zmarła pięć lat później, w roku 1849, pozostawiając córkę.
W 1845, prowadząc ekspedycję w góry San Bernadino, natrafił na liczną kolonię niedźwiedzi grizzly. Wówczas złapano na lasso i zabito 22 niedźwiedzie, na cześć czego nazwał to miejsce Big Bear.

## Wojna amerykańsko-meksykańska (1846 – 1848)
W latach czterdziestych w Kalifornii, Amerykańscy osadnicy zaczęli dążyć do jej przyłączenia do Stanów Zjednoczonych. Była ona jednak w dużej mierze pod kontrolą, rodowitych jej mieszkańców, Meksykanów, którzy byli temu przeciwni. Wybuchła wojna amerykańsko-meksykańska a Wilson znalazł się w trudnym położeniu, z powodu posiadania znacznych ilości ziemi (otrzymanych również od ojca swojej pierwszej żony). Poparł jednak osadników, czym o mały włos, po bitwie o Chino, nie przypłacił życiem, stając przed meksykańskim plutonem egzekucyjnym.

## Lata późniejsze
Uzyskanie przez Kalifornię praw stanowych przyczyniło się do powiększenia majątku Wilsona. Uważano, że pomógł w zaprowadzeniu pokoju pomiędzy Amerykanami i ludnością miejscową. W 1850 roku wybrany został sekretarzem Hrabstwa Los Angeles, rok później drugim wybieralnym burmistrzem Los Angeles. W roku 1852, przez prezydenta Millarda Fillmore’a, nadany mu został urząd do spraw Indian. W 1853 roku, Wilson ożenił się z Margaret Short Hereford, swoją gospodynią. Z nią doczekał się kolejnych dwóch córek, Ruth, matki George’a Smitha Pattona Juniora, i Annie. W kolejnych latach był członkiem senatu Kalifornii. Brał również udział w zakładaniu Pasadeny, której później został radnym. Jego posiadłości liczyły wówczas ponad 5600 hektarów. Część z nich stanowiła, leżąca w południowo-zachodniej części Pasadeny Lake Vineyard. W jej skład wchodziły farma, sady i winnice. W 1883 roku działająca tam San Gabriel Wine Company była jedną z największych wytwórni wina na świecie, mogąc wyprodukować ponad pięć i pół miliona litrów wina.
Benjamin Willson zmarł w San Gabriel w 1878 roku, został pochowany na cmentarzu San Gabriel Jego imieniem nazwano szczyt w górach San Gabriel – Mount Wilson.